# Комаровский (Красноярский край)
Комаровский — посёлок в Канском районе Красноярского края. Входит в состав Мокрушинского сельсовета.

## История
Прежнее название — Комаровского мехлесопункта

## Население
| 2010 |
| ---- |
| 0    |